# Olivier Rebufa
Olivier Rebufa est un artiste plasticien et photographe, né à Dakar le 31 mai 1958.

## Travaux
Photographe et plasticien, dans la lignée de certaines œuvres de Man Ray, il montre dans ses travaux un certain goût pour les photographies fabriquées, avec  mannequins, décors artificiels, etc.. Il se met  quelquefois lui-même en scène sur des photos-montages, devenant « en même temps créature et créateur ». 
Dans les années 1990, il construit des séries d’œuvres sur des thèmes tels que la poupée Barbie ou les jeux de cirque.

## Expositions
- 18 juin - 11 août 1997 : Centre national de la photographie, Paris[5]
- 1999 : galerie Baudoin Lebon, Paris[4].
- 7 mars - 27 avril 2002 : Espace Vallès, Saint-Martin-d'Hères.